# Хакен, Вольфганг
Вольфганг Хакен (нем. Wolfgang Haken, 21 июня 1928, Берлин, Веймарская республика — 2 октября 2022, Шампейн, Иллинойс, США) — немецкий и американский математик, специалист по топологии, профессор Иллинойсского университета в Урбане-Шампейне, лауреат премии Фалкерсона (1979).

## Биография
Вольфганг Хакен родился в Берлине 21 июня 1928 года, в семье Вернера Хакена (Werner Haken) и Тилли Хакен, урождённой Винеке (Tilly Haken, geb. Wieneke). Отец Вольфганга был физиком, мать — домохозяйкой. У них было трое сыновей, однако двое из них умерли от скарлатины, так что Вольфганг остался единственным ребёнком в семье. Перед самым началом Второй мировой войны, в августе 1939 года, умерла мать Вольфганга. Бо́льшую часть войны семья Хакенов находилась в Берлине. В 1944 году 15-летний Вольфганг был призван в армию и служил на батарее противоздушной обороны. После окончания войны он некоторое время работал на ферме.
В 1946 году Вольфганг закончил среднюю школу и стал студентом Кильского университета, где его основным предметом была математика. В 1948 году он получил промежуточный диплом (pre-diploma) и продолжил своё обучение в Кильском университете. В 1953 году Хакен защитил диссертацию, получив докторскую степень. Тема диссертации — «Топологическая теорема о вложении (d − 1)-мерных многообразий в d-мерные многообразия» (нем. Ein topologischer Satz über die Einbettung (d − 1)-dimensionaler Mannigfaltigkeiten in d-dimensionale Mannigfaltigkeiten), научный руководитель — Карл-Генрих Вайзе. 
В 1950 году, во время обучения в Киле, Хакен познакомился со своей будущей женой, Ирмгард фон Бредов (Irmgard von Bredow), которая также изучала математику. Они поженились в 1953 году. В 1959 году Ирмгард также защитила диссертацию и получила докторскую степень, причём её научным руководителем тоже был Карл-Генрих Вайзе. Впоследствии у Вольфганга и Ирмгард Хакенов было шестеро детей — Армин (1957), Доротея (1959), Липпольд (1961), Агнес (1964), Рудольф (1965) и Армгард (1968). Первые трое родились в Германии, а остальные — в США.
После защиты диссертации Вольфганг Хакен получил работу инженера-электрика в компании Siemens и переехал в Мюнхен, где он работал до 1962 года, занимаясь дизайном микроволновых приборов. В этот период он также продолжал свои исследования в области комбинаторной топологии, периодически публикуя статьи в математических журналах. 
В 1962 году математик Уильям Бун пригласил Хакена на один год для работы в качестве приглашённого профессора Иллинойсского университета в Урбане-Шампейне. Хакен согласился и приехал туда вместе с семьёй. После этого он получил возможность в течение двух лет (в 1963—1965 годах) работать в Институте перспективных исследований в Принстоне (штат Нью-Джерси). В 1965 году Хакен получил постоянный контракт преподавателя в Иллинойсском университете в Урбане-Шампейне, а через некоторое время стал полным профессором. В этой должности он проработал там до выхода на пенсию в 1998 году. В 1993—1998 годах Хакен также был сотрудником Центра перспективных исследований Иллинойсского университета.
Вольфганг Хакен скончался 2 октября 2022 года в своём доме в Шампейне. Его жена Ирмгард умерла пятью с половиной годами ранее, 4 апреля 2017 года.

## Научные результаты
Одним из основных направлений исследований Вольфганга Хакена была комбинаторная топология. В опубликованной в 1961 году работе «Теория нормальных поверхностей» (нем. Theorie der Normalflächen) он решил задачу развязывания в теории узлов, предложив алгоритм, позволяющий определить, является ли рассматриваемый узел тривиальным. В дальнейшем теория нормальных поверхностей, развитая Хакеном, сыграла значительную роль в исследовании топологии трёхмерных многообразий. Один из важных примеров таких многообразий, рассмотренный в его работах, был впоследствии назван многообразием Хакена.
В 1976 году Вольфганг Хакен и его коллега Кеннет Аппель, также работавший в Университете Иллинойса, представили доказательство теоремы о четырёх красках, утверждающей, что всякую расположенную на двумерной поверхности карту можно раскрасить не более чем четырьмя разными цветами так, чтобы любые две области с общим неточечным участком границы имели разный цвет. При работе над доказательством Хакен и Аппель в значительной мере опирались на результаты, полученные с использованием компьютера. В дальнейшем предложенный ими подход способствовал развитию вычислительной математики и экспериментальной математики. 
Вольфганг Хакен был приглашённым докладчиком на Международном конгрессе математиков 1978 года, название доклада — «Комбинаторные аспекты некоторых математических задач» (англ. Combinatorial aspects of some mathematical problems).

## Награды и премии
- Премия Фалкерсона Американского математического общества (1979), совместно с Кеннетом Аппелем, за серию работ «Каждая двумерная карта может быть раскрашена четырьмя цветами» (англ. Every planar map is four colorable)[6]

## Некоторые публикации

### Книги
- K. Appel, W. Haken. Every planar map is four colorable. — American Mathematical Society, 1989. — 741 p. — (Contemporary Mathematics, v. 98). — ISBN 978-0-8218-7686-2 — doi:10.1090/conm/098

### Статьи
- W. Haken. Theorie der Normalflächen. Ein Isotopiekriterium für den Kreisknoten, Acta Mathematica, 1961, v. 105, S. 245—375, doi:10.1007/BF02559591
- K. Appel, W. Haken. Every planar map is four colorable. — Bulletin of the American Mathematical Society, 1976, v. 82, No. 5, p. 711—712